# Gazoductul Arad-Szeged
Conducta de gaze Arad-Szeged asigură interconectarea sistemului de transport al gazelor din România cu cel din Ungaria.
Conducta are o lungime totală de 109 km și un diametru de 700 mm.
Pe teritoriul României, conducta de interconectare are o lungime de aproximativ 62 km între punctul de conectare Horia (lângă Arad) și punctul de frontieră Csanádpalota (Nădlac) de la granița de stat dintre România și Ungaria.
Conducta de gaze Arad - Szeged are o capacitate proiectată de 4,4 miliarde metri cubi pe an, corespunzător unui debit mediu orar de 500 mii metri cubi/oră.
Inaugurarea ei a fost programată pentru data de 29 iulie 2010, însă, cu doar câteva zile înainte de termenul respectiv, a fost amânată pentru luna septembrie 2010.
Inaugurarea conductei a fost realizată la data de 14 octombrie 2010,
deși importurile de gaze naturale au început la sfârșitul lunii august, Petrom fiind prima companie care a utilizat acest traseu.
Costurile construcției pentru conducta Arad-Szeged s-au ridicat la aproape 68 de milioane de euro, iar partea română a suportat 48% din această sumă.
Într-o primă fază, conducta permite României doar importul de gaze, urmând ca, ulterior, condițiile tehnice să fie ajustate astfel încât să poate fi realizate și exporturi de gaze din România spre vest.
Conducta are în prezent o capacitate de transport de 1,8 miliarde de metri cubi pe an care înseamnă 4,5 milioane de metri cubi de gaze pe zi.
Se estimează că gazoductul va ajunge la o capacitate de livrare de 4,4 milioane de metri cubi pe an.
Conducta de gaze Arad-Szeged asigură României independentă față de gazul din Rusia, în condițiile în care livrările prin Ungaria pot suplini necesarul pentru consumul intern.
Companiile Transgaz (România) și FGSZ Natural Gas Transmission Ltd (Ungaria) au semnat la 1 iulie 2008 Acordul de dezvoltare și construire a conductei de interconectare Szeged – Arad.
Totodată, acordul interguvernamental dintre cele două țări, necesar punerii în funcțiune a conductei, a fost semnat în mai 2010.
FGSZ Natural Gas Transmission Closed Company este compania de transport al gazelor naturale din Ungaria, membră a grupului petrolier MOL.